# 3777 МакКолі
3777 МакКолі (3777 McCauley) — астероїд головного поясу, відкритий 5 травня 1981 року.
Тіссеранів параметр щодо Юпітера — 3,587.